# Polanisia erosa
Polanisia erosa är en paradisblomsterväxtart som först beskrevs av Thomas Nuttall, och fick sitt nu gällande namn av Hugh Hellmut Iltis. Polanisia erosa ingår i släktet morrhårsblomstersläktet, och familjen paradisblomsterväxter.

## Underarter
Arten delas in i följande underarter:
- P. e. breviglandulosa
- P. e. erosa